# EHF Cup mannen 2013/14
De EHF Cup 2013-14  is de  33ste editie van de  EHF Cup en de tweede sinds het samenvoegen met de  EHF Cup Winners' Cup.   De final four zal worden gespeeld in mei 2014.

## Kandidaten voor de final4
| Team          | Stadion             | Stad                        | Toeschouwers |
| ------------- | ------------------- | --------------------------- | ------------ |
| AEK Athens    | Olympic Hall        | Athene, Griekenland         | 18.500       |
| Meshkov Brest | Minsk Arena         | Minsk, Wit-Rusland          | 15.000       |
| Montpellier   | Park&Suites Arena   | Montpellier, Frankrijk      | 9.000        |
| Füchse Berlin | Max-Schmeling-Halle | Berlijn, Duitsland          | 8.700        |
| geen          | Porsche Arena       | Stuttgart, Duitsland        | 6.500        |
| London GD     | Copper Box Arena    | Londen, Verenigd Koninkrijk | 6.000        |
| geen          | Coque Arena         | Luxembourg, Luxemburg       | 5.400        |

## Kwalificatie

### 1e ronde
| Team 1            | Tot.  | Team 2                   | 1e wedstr. | 2e wedstr. |
| ----------------- | ----- | ------------------------ | ---------- | ---------- |
| Meshkov Brest     | 59–43 | Maccabi Rishon LeZion    | 25–19      | 34–24      |
| Sporta Hlohovec   | 57–52 | TSV St. Otmar St. Gallen | 29–21      | 28–31      |
| OCI-Lions         | 51–66 | Haukar                   | 33–36      | 18–30      |
| Ronal Jičín       | 72–30 | Dobrudja                 | 35–15      | 37–15      |
| Handball Käerjeng | 56–57 | Klaipėda Dragunas        | 30–30      | 26–27      |
| Tatabánya         | 65–52 | Achilles Bocholt         | 30–22      | 35–30      |
| London GD         | 32–82 | Ankaraspor               | 14–44      | 18–38      |
| Maccabi Tel Aviv  | 67–64 | Lovćen                   | 37–35      | 30–29      |
| Pölva Serviti     | 49–62 | Fyllingen Håndball       | 27–30      | 22–32      |
| Prishtina         | 50–63 | Bregenz                  | 22–28      | 28–35      |

### 2e ronde
| Team 1                | Tot.  | Team 2               | 1e wedstr. | 2e wedstr. |
| --------------------- | ----- | -------------------- | ---------- | ---------- |
| Kristianstad          | 62–47 | Esch                 | 32–19      | 30–28      |
| Csurgói               | 58–52 | Aragón               | 30–27      | 28–25      |
| Kaustik Volgograd     | 57–54 | Caraș Severin Reșița | 31–26      | 26–28      |
| Beşiktaş              | 59–56 | Pfadi Winterthur     | 29–29      | 30–27      |
| Sporta Hlohovec       | 63–49 | Borac                | 36–23      | 27–26      |
| Ronal Jičín           | 42–67 | Skjern               | 21–38      | 21–29      |
| Medvedi Perm          | 51–59 | Meshkov Brest        | 26–30      | 25–29      |
| Nexe Našice           | 54–53 | Diomidis Argous      | 26–22      | 28–31      |
| LUGI                  | 51–47 | Tatabánya            | 27–27      | 24–20      |
| SMD Bacău             | 65–49 | Klaipėda Dragunas    | 36–21      | 29–28      |
| SKIF Krasnodar        | 47–58 | Poreč                | 25–29      | 22–29      |
| Benfica               | 68–41 | Haukar               | 34–19      | 34-22      |
| Chambéry Savoie       | 66–46 | Ankaraspor           | 34–26      | 32–20      |
| Kadetten Schaffhausen | 66–54 | Portovik             | 33–28      | 33–26      |
| Mors-Thy              | 54–45 | Fyllingen Håndball   | 26–18      | 28–27      |
| SKA Minsk             | 53–55 | ØIF Arendal          | 27–30      | 26–25      |
| Sporting              | 65–50 | KRAS/Volendam        | 30–18      | 35–32      |
| Maccabi Tel Aviv      | 49–56 | Strumica             | 26–26      | 23–30      |
| Partizan              | 39–50 | Nantes               | 15–22      | 24–28      |
| Bregenz               | 49–62 | Maribor Branik       | 26–25      | 23–37      |

### 3e ronde
- heenduels: 23-24 november 2013[2]
- returns:30 november - 1 december 2013

| Team 1                | Tot.    | Team 2          | 1e wedstr. | 2e wedstr. |
| --------------------- | ------- | --------------- | ---------- | ---------- |
| ØIF Arendal           | 47 - 52 | Sporta Hlohovec | 20-26      | 27-26      |
| Füchse Berlin         | 43-40   | Meshkov Brest   | 22-20      | 21-20      |
| Chambéry Savoie       | 56-55   | Alpla HC Hard   | 31-30      | 25-25      |
| Mors-Thy              | 52-59   | HCM Constanţa   | 26-27      | 26-32      |
| Poreč                 | 49-54   | Sporting        | 24-24      | 25-30      |
| Aarhus                | 53-59   | Strumica        | 29-26      | 24-33      |
| Skjern                | 55-42   | Vojvodina       | 31-24      | 24-18      |
| Nantes                | 52-44   | Elverum         | 28-21      | 24-23      |
| Benfica               | 49-56   | Pick Szeged     | 24-25      | 25-31      |
| Beşiktaş              | 54-65   | Csurgói         | 29-31      | 25-34      |
| Kristianstad          | 63-52   | SMD Bacău       | 40-25      | 23-27      |
| Nexe Našice           | 62-62   | Ademar León     | 34-29      | 28-33      |
| Kadetten Schaffhausen | 55-69   | Hannover        | 28-28      | 27-41      |
| Tatran Prešov         | 62-56   | Maribor Branik  | 34-26      | 28-30      |
| Kaustik Volgograd     | 55-73   | Montpellier     | 26-38      | 29-35      |
| AEK Athens            | 45-49   | LUGI            | 22-24      | 23-25      |

## Groepsfase
De loting voor de groepsfase zal plaatsvinden in december 2013.
De speeldagen zijn 8-9 februari, 15-16 februari, 22-23 februari, 8-9 maart, 15-16 maart, en  22-23 maart 2014. De top 2 van elke groep plaatst zich voor de kwartfinales.
| Legenda                                  |
| ---------------------------------------- |
| Teams die doorgaan naar de volgende fase |

### Groep A
| Pos | Team        | Wed | W | G | V | DV  | DT  | DS  | Ptn |
| --- | ----------- | --- | - | - | - | --- | --- | --- | --- |
| 1   | LUGI        | 6   | 3 | 1 | 2 | 171 | 169 | +2  | 7   |
| 2   | Ademar León | 6   | 2 | 2 | 2 | 173 | 164 | +9  | 6   |
| 3   | Csurgói     | 6   | 3 | 0 | 3 | 163 | 160 | +3  | 6   |
| 4   | Hannover    | 6   | 2 | 1 | 3 | 168 | 182 | −14 | 5   |

### Groep B
| Pos | Team        | Wed | W | G | V | DV  | DT  | DS  | Ptn |
| --- | ----------- | --- | - | - | - | --- | --- | --- | --- |
| 1   | Montpellier | 6   | 6 | 0 | 0 | 192 | 147 | +45 | 12  |
| 2   | Sporting    | 6   | 4 | 0 | 2 | 195 | 165 | +30 | 8   |
| 3   | Skjern      | 6   | 2 | 0 | 4 | 156 | 158 | −2  | 4   |
| 4   | Strumica    | 6   | 0 | 0 | 6 | 130 | 203 | −73 | 0   |

### Groep C
| Pos | Team          | Wed | W | G | V | DV  | DT  | DS  | Ptn |
| --- | ------------- | --- | - | - | - | --- | --- | --- | --- |
| 1   | Pick Szeged   | 6   | 5 | 0 | 1 | 174 | 159 | +15 | 10  |
| 2   | Nantes        | 6   | 4 | 0 | 2 | 176 | 154 | +22 | 8   |
| 3   | Tatran Prešov | 6   | 2 | 0 | 4 | 181 | 198 | −17 | 4   |
| 4   | Kristianstad  | 6   | 1 | 0 | 5 | 151 | 171 | −20 | 2   |

### Groep D
| Pos | Team            | Wed | W | G | V | DV  | DT  | DS  | Ptn |
| --- | --------------- | --- | - | - | - | --- | --- | --- | --- |
| 1   | Füchse Berlin   | 6   | 4 | 2 | 0 | 181 | 164 | +17 | 10  |
| 2   | HCM Constanţa   | 6   | 3 | 2 | 1 | 173 | 160 | +13 | 8   |
| 3   | Chambéry Savoie | 6   | 2 | 2 | 2 | 162 | 158 | +4  | 6   |
| 4   | Sporta Hlohovec | 6   | 0 | 0 | 6 | 147 | 181 | −34 | 0   |

### Rangschikking van de beste nummers 2
| Group | Team          | AW | G | G | V | DV  | DT  | DS  | Pnt |
| ----- | ------------- | -- | - | - | - | --- | --- | --- | --- |
| B     | Sporting      | 6  | 4 | 0 | 2 | 195 | 165 | +30 | 8   |
| C     | Nantes        | 6  | 4 | 0 | 2 | 176 | 154 | +22 | 8   |
| D     | HCM Constanţa | 6  | 3 | 2 | 1 | 173 | 160 | +13 | 8   |
| A     | Ademar León   | 6  | 2 | 2 | 2 | 173 | 164 | +9  | 6   |

## Knock-out fase

### Kwartfinale
De loting voor de kwartfinales vond plaats op 1 april 2014. De heenwedstrijden werden gespeeld op 19 april & 21 april en de returns op 26 en 27 april 2014. Omdat de gastheer van de finales, Füchse Berlin, in hun groep gewonnen hebben, kwalificeerden zij zich direct voor de halve finale en werden er maar 3 kwartfinales gespeeld.
| Team 1        | Tot.  | Team 2      | 1e wedstr. | 2e wedstr. |
| ------------- | ----- | ----------- | ---------- | ---------- |
| HCM Constanţa | 59-55 | LUGI        | 31-21      | 28-34      |
| Sporting      | 51-56 | Pick Szeged | 29-27      | 22-28      |
| Nantes        | 49-59 | Montpellier | 25-26      | 24-33      |

### Final Four
Dit toernooi werd gespeeld in de Max-Schmeling-Halle in Berlijn. Het thuis van Füchse Berlin.
|  | halve finale  | halve finale |    |               | finale        | finale |
|  |               |              |    |               |               |        |
|  | 17 mei 2014   |              |    |               |               |        |
|  | HCM Constanţa | 32           |    |               |               |        |
|  | Montpellier   | 36           |    |               |               |        |
|  |               |              |    |               |               |        |
|  |               |              |    |               | 18 mei 2014   |        |
|  |               |              |    |               | Montpellier   | 24     |
|  |               | Pick Szeged  | 29 |               |               |        |
|  |               |              |    |               |               |        |
|  |               |              |    |               | 3e plaats     |        |
|  | 17 mei 2014   | 17 mei 2014  |    | 18 mei 2014   | 18 mei 2014   |        |
|  | Füchse Berlin | 22           |    | HCM Constanţa | 28            |        |
|  | Pick Szeged   | 28           |    |               | Füchse Berlin | 29     |